# Saranovići
Saranovići es un pueblo ubicado en la municipalidad de Kakanj, en el cantón de Zenica-Doboj, Bosnia y Herzegovina.

## Superficie
Posee una superficie de 2,18 kilómetros cuadrados.

## Demografía
Hasta 1991 la población era de 29 habitantes.